# Linguistica descrittiva
La linguistica descrittiva è la sottodisciplina della linguistica che si occupa di documentare e descrivere le lingue del mondo, analizzando e descrivendo come il linguaggio umano sia effettivamente utilizzato (o come lo era nel passato) da un gruppo di persone appartenenti ad una stessa comunità linguistica. 
Per comunità linguistica si intende un gruppo di persone che utilizzano lo stesso mezzo linguistico per comunicare, che può essere una lingua o un dialetto locale.
 Tutta la ricerca linguistica accademica e universitaria è descrittiva, in accordo con l'approccio di tutte le discipline scientifiche, che descrivono la realtà per come è, senza imporre pregiudizi su come dovrebbe essere.
L'espressione linguistica descrittiva è talvolta usata in contrapposizione a quella di linguistica prescrittiva o grammatica prescrittiva. Mentre l'approccio descrittivo è caratteristico della linguistica come campo di ricerca universitario, quello prescrittivo è l'approccio caratteristico dei corsi di apprendimento delle lingue. e di istituzioni come l'Accademia della Crusca. L'approccio prescrittivo cerca di definire norme di un linguaggio standard (ad esempio il cosiddetto "italiano standard"), e di definire quali forme grammaticali siano più corrette o appropriate, ed è spesso associato al purismo linguistico.